# طيران الترفيه
طيران الترفيه هو نشاط رياضي بالأساس يمارس على نطاق واسع في عدة دول متقدمة ويضم عدة أنواع من الطيران مثل:
- الطيران الشراعي
- القفز بالمظلة
- الاستعراض الجوي
- التحليق بالمناطيد
- التحليق بالطائرات الشديدة الخفة
- صنع نماذج الطائرات
- الصنع اليدوي للطائرات

على المستوى العالمي تنظم مثل هذه الانشطة الاتحاد الدولي لعلم الطيران